# Elisabeth Östberg
Elisabeth Östberg, född 29 augusti 1940, död 10 april 2023, var en svensk före detta friidrottare (kort- och medeldistanslöpning). Hon tävlade för klubbarna Göteborgs Kvinnliga IK och IFK Lidingö och utsågs år 1961 till Stor Grabb/tjej nummer 213. Hon blev sexa på 400 meter vid Inne-EM 1968. Guldmedalj vid Universiaden 1967 i Tokyo på 400 meter, dessutom brons på 800 meter.

## Personliga rekord
- 100 meter -12,1 (Slottsskogsvallen)
- 200 meter -25,1
- 400 meter - 54,6 (Växjö 15 augusti 1970)
- 800 meter - 2.06,1 (Stockholm 30 juli 1968)
- Längdhopp- 556